# Xanthothecium peruvianum
Xanthothecium peruvianum är en svampart som först beskrevs av Cain, och fick sitt nu gällande namn av Arx & Samson 1973. Xanthothecium peruvianum ingår i släktet Xanthothecium och familjen Onygenaceae.   Inga underarter finns listade i Catalogue of Life.